# (74073) 1998 MO13
(74073) 1998 MO13 – planetoida z pasa głównego asteroid okrążająca Słońce w ciągu 4,1 lat w średniej odległości 2,56 j.a. Odkryta 24 czerwca 1998 roku.